# Rund um Berlin 1961
Rund um Berlin 1961 war die 55. Austragung des ältesten deutschen Eintagesrennens Rund um Berlin. Es fand am 1. Oktober über 159,5 Kilometer statt.

## Rennverlauf
Start und Ziel war das Friedrich-Ludwig-Jahn-Stadion in Berlin. Am Start waren Radrennfahrer aus den Niederlanden, Dänemark, Schweden, Österreich, Polen, der Tschechoslowakei und Großbritannien. Bis auf Bernhard Eckstein, Klaus Ampler und Gustav-Adolf Schur waren alle Spitzenfahrer der DDR am Start. Die Berliner Zeitung hatte das Patronat über das Rennen übernommen. Neu im Reglement war, dass Fahrer mit mehr als 20 Minuten Rückstand aus dem Rennen genommen wurden.
Das von Beginn an hohe Tempo sorgte dafür, dass sich keine Spitzengruppe entscheidend absetzen konnte, obwohl es einige Ausreißversuche gab. Dagegen verloren viele Fahrer den Anschluss an das Hauptfeld. 30 Kilometer vor dem Ziel waren noch 30 Fahrer zusammen. Erst in Berlin-Schöneweide, 12 Kilometer vor dem Ziel, konnten sich Kellermann, Weißleder und Grabo etwas von der Hauptgruppe absetzen. Auf der Aschenbahn des Stadions gewann Weißleder den Sprint gegen Kellermann deutlich, Grabo folgte kurz dahinter. Bester Fahrer einer Betriebssportgemeinschaft (BSG) wurde Herrmann von der BSG Post Berlin, der dafür einen Sonderpreis erhielt. 44 Fahrer erreichten das Ziel.

## Ergebnis
|     | Fahrer                | Verein/Land                  | Zeit (h)  |
| --- | --------------------- | ---------------------------- | --------- |
| 01. | Manfred Weißleder     | SC Wismut Karl-Marx-Stadt    | 4:03:47 h |
| 02. | Klaus Kellermann      | ASK Vorwärts Leipzig         | gl. Zeit  |
| 03. | Wolfgang Grabo        | SC Wissenschaft DHfK Leipzig | gl. Zeit  |
| 04. | Erik Dickmann         | Schweden                     | 00:50 h   |
| 05. | Kurt Müller           | SC Dynamo Berlin             | gl. Zeit  |
| 06. | Lambertus van der Ven | Niederlande                  | gl. Zeit  |
| 07. | Owe Andersson         | Schweden                     | gl. Zeit  |
| 0 … |                       |                              |           |